# Серый дом (картина Шагала)
«Серый дом» — картина русско-французского художника Марка Шагала, написанная в 1917 году. Картина находится в Музее Тиссена-Борнемиса в Мадриде.

## Описание
«Серый дом» входит в серию картин, написанных Шагалом в его родном Витебске во время Первой мировой войны. 
Вид старинного центра города, в котором можно узнать Воскресенскую церковь и другие здания, заслонён на переднем плане традиционной для этого района Двины бревенчатой избой. Здесь Шагал сочетает кубистский опыт приобретённый в парижские годы и проявляющийся в разнообразии планов и сменах перспективы, с фантастическими элементами — облаками странной формы или фигуркой в левом углу, возможно, автопортретом (так считают искусствоведы Джон Боулт и Николетта Мислер). Эти элементы и преобладание серых тонов создают ощущение «грусти-радости», с которым у Шагала всегда было восприятие родины.